# چابکی شبکه
چابکی شبکه یک رشته معماری برای شبکه های کامپیوتری است. می توان آن را اینگونه تعریف کرد:
توانایی نرم‌افزار و سخت‌افزار شبکه برای کنترل و پیکربندی خودکار خود و سایر دارایی‌های شبکه در هر تعداد از دستگاه‌های موجود در شبکه.
با توجه به سخت افزار شبکه ، چابکی شبکه زمانی استفاده می شود که به پیکربندی و پیکربندی مجدد سخت افزار خودکار دستگاه های شبکه مانند روترها ، سوئیچ ها، دستگاه های SNMP اشاره می شود.
چابکی شبکه، به عنوان یک رشته نرم افزاری، از بسیاری از زمینه ها، اعم از فنی و تجاری وام می گیرد.
از دیدگاه فنی، راه حل‌های چابکی شبکه از تکنیک‌هایی در حوزه‌های زیر بهره می‌برد:
- معماری سرویس گرا (SOA)
- طراحی شی گرا
- الگوهای معماری
- جریان داده با اتصال سست (مانند خدمات وب)
- طراحی تکرار شونده
- هوش مصنوعی
- زمان بندی استقرایی
- محاسبات بر اساس تقاضا
- محاسبات ابزار

از نظر تجاری، چابکی شبکه در مورد حل مشکلات واقعی کسب‌و‌کار با استفاده از فناوری موجود است. این یک پل سه طرفه بین فرآیندهای تجاری ، منابع سخت افزاری و دارایی های نرم افزاری را تشکیل می دهد. در جزئیات بیشتر، به عنوان ورودی: 1
1. فرآیندهای کسب و کار - یعنی آنچه که شبکه باید در شرایط تجاری واقعی به دست آورد.
2. سخت افزاری که در شبکه وجود دارد؛ و
3. مجموعه ای از دارایی های نرم افزاری که روی این سخت افزار اجرا می شوند.

بخش زیادی از این ورودی را می‌توان از طریق کشف خودکار - یافتن سخت‌افزار، انواع و مکان‌های آن، نرم‌افزار، مجوز‌ها و غیره - به دست آورد. فرآیند‌های کسب‌و‌کار را می‌توان تا حدودی استنباط کرد، اما این فرآیند‌ها هستند که مدیران کسب‌و‌کار باید بتوانند آن‌ها را کنترل و سازماندهی کنند.
منابع نرم‌افزاری کشف‌شده در شبکه می‌توانند اشکال مختلفی داشته باشند - برخی از دارایی‌ها ممکن است محصولات نرم‌افزاری دارای مجوز باشند، برخی دیگر به‌عنوان بلوک‌هایی از کد خدمات نرم‌افزاری هستند که می‌توان از طریق برخی از پورتال‌های سازمانی خدماتی، مانند (اما نه لزوما) خدمات وب ، به آنها دسترسی پیدا کرد. این خدمات ممکن است در داخل شرکت قرار داشته باشند، یا ممکن است "درخواستی" از طریق یک سرویس اشتراک آنلاین باشند. در واقع، انگیزه اصلی چابکی شبکه استفاده حداکثری از منابع موجود، صرف نظر از محل قرار‌گیری آن‌ها، و شناسایی مناطقی است که اهداف فرآیند‌های کسب‌و‌کار تا حدودی به سطح معیار رضایت نمی رسد (و در حالت ایده‌آل ارائه راه‌حل‌های ممکن).
پس از آن، ابزارهای چابکی شبکه می‌توانند سخت‌افزار موجود را برای اجرای دارایی‌های نرم‌افزاری به منظور دستیابی به اهداف فرآیندهای کسب‌وکار بهینه کنند. از آنجایی که استفاده از شبکه هرگز خطی نیست، نیازهای ترکیب سخت‌افزار/نرم‌افزار در طول بخش‌های زمانی مختلف (هفتگی، فصلی، سالانه و غیره) به صورت پویا تغییر خواهد کرد و گاهی اوقات تغییرات مرحله‌ای در هنگام تغییر/تکامل/به‌روزرسانی اهداف فرآیندهای کسب‌وکار مورد نیاز خواهد بود (مثلاً در طول/پس از یک سازماندهی مجدد شرکت).
مزایای رویکرد چابکی شبکه برای کسب‌وکار واضح است - صرفه‌جویی در هزینه‌های مجوز نرم‌افزار و بهره‌وری بالاتر از دارایی‌های سخت‌افزاری - که منجر به بهره‌وری بهتر می‌شود.

## جستار های وابسته
- تجزیه و تحلیل و طراحی سرویس گرا
- طراحی شی گرا
- الگوهای طراحی
- حاکمیت SOA
- توسعه کسب و کار محور
- معماری سرویس گرا معنایی
- اتوبوس خدمات سازمانی
- ماشین حالت محدود
- برنامه ریزی (محاسبات)
- انتقال دولت نمایندگی
- معماری اجزای سرویس
- مقایسه نرم افزارهای یکپارچه سازی کسب و کار
- زیرساخت خدمات گرا
- ادغام برنامه های سازمانی
- محاسبات شبکه ای
- محاسبات توزیع شده